# Imperial ruso
Imperial ruso es un postre que se originó en la ciudad de Buenos Aires, Argentina. Esta torta, en su esencia más simple consiste de merengue francés relleno con crema de manteca y almendras. También se le pueden agregar frutas al gusto.

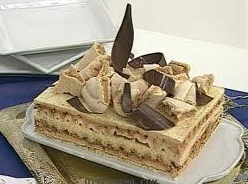
Postre Imperial ruso.

## Origen
Todo empezó a principios del siglo XX en Argentina. Cayetano Brenna, inmigrante italiano que había llegado al país, adquirió en 1904 un local en la esquina entre la Avenida Callao y la Avenida Rivadavia en la ciudad de Buenos Aires. Tras haber realizado tal adquisición, éste inauguró su confitería (Confitería del Molino) en 1916. Dentro de su local se creó el postre imperial ruso. El nombre le fue dado en homenaje a la exterminada dinastía de zares o emperadores rusos de los Romanov condecorado de tal manera por su propio dueño. 
El edificio en el cual se situaba la confitería era de los más altos de ese entonces, y por tal era y es de los más emblemáticos de la ciudad de Buenos Aires. A sus mesas asistían reconocidos personajes del espectáculo y de la política de la época.
Brenna falleció en 1938 y así la Confitería del Molino pasó a mano de otros dueños. Pero no fue sino hasta 1978 cuando un grupo de inversionistas se adueñó del lugar, llevándolo a la quiebra el 23 de febrero de 1997, día en que cerró sus puertas, y el edificio cayó en decadencia. En el año 2014 pasó a manos del estado y en 2021 culminó su restauración de fachadas e interiores. Se espera la reapertura de la confitería para el año 2022.